# إليشا جنكينز
إليشا جنكينز (بالإنجليزية: Elisha Jenkins)‏ هو سياسي أمريكي، ولد في 1772 ببروفيدنس في الولايات المتحدة، وتوفي في 18 مايو 1849. انتخب عضو جمعية ولاية نيويورك.